# 奧格爾維轉運中心
理查德·B·奧格爾維轉運中心（英語：Richard B. Ogilvie Transportation Center），舊稱「西北車站（Northwestern Station）」，是位於伊利諾州芝加哥市區的一座地上鐵路車站。車站由芝加哥城市鐵路運營，為芝加哥市區通勤列車重要的始發站之一。車站始建於1911年，曾為芝加哥西北鐵路公司，聯合太平洋鐵路公司所使用的大型聯合車站。1987年在原址建成42層摩天大樓“花旗集團中心”，佔據橫豎各兩個街區，北臨朗道夫街，東接運河街，西朝克林頓街，南向曼迪遜街。車站，及附屬設施佔據一層和二層空間，月台高於街面。

## 歷史

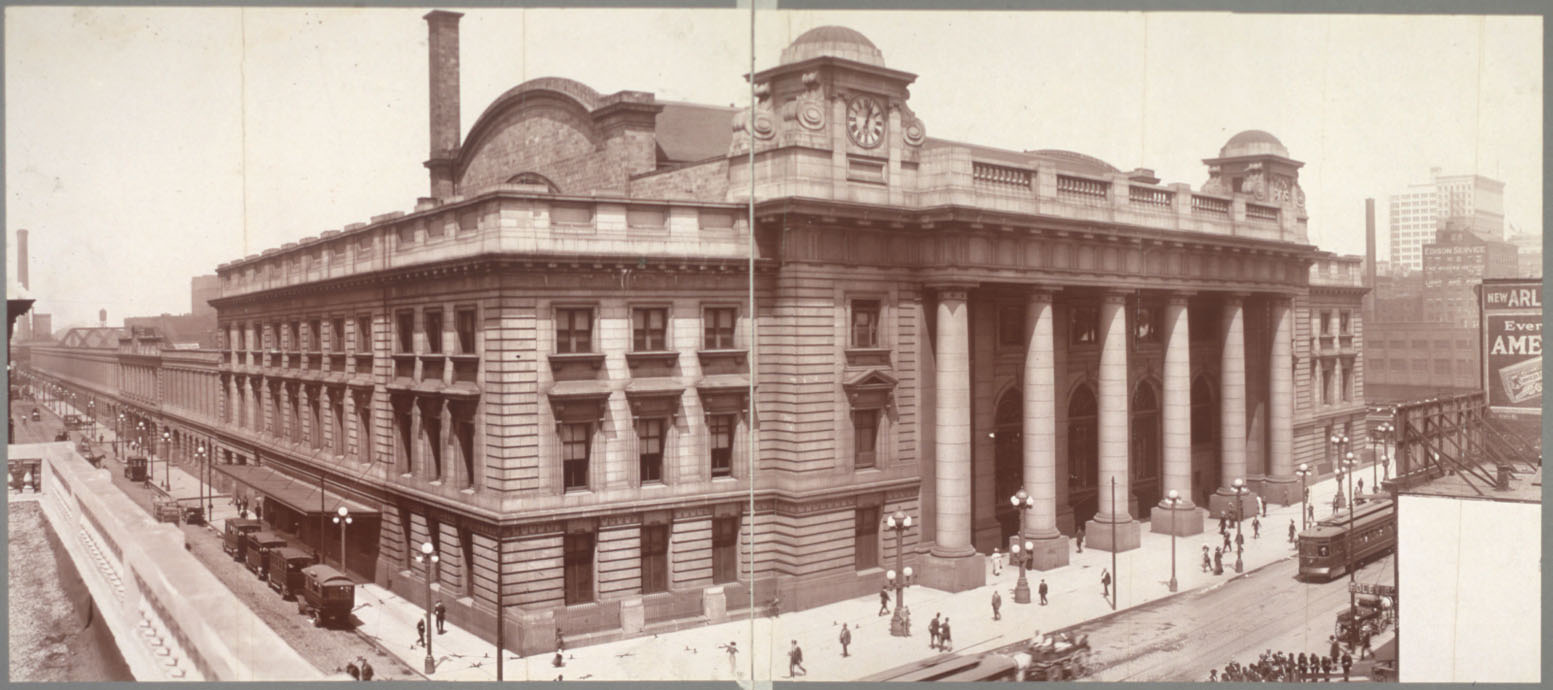
1912年芝加哥和西北鐵路車站

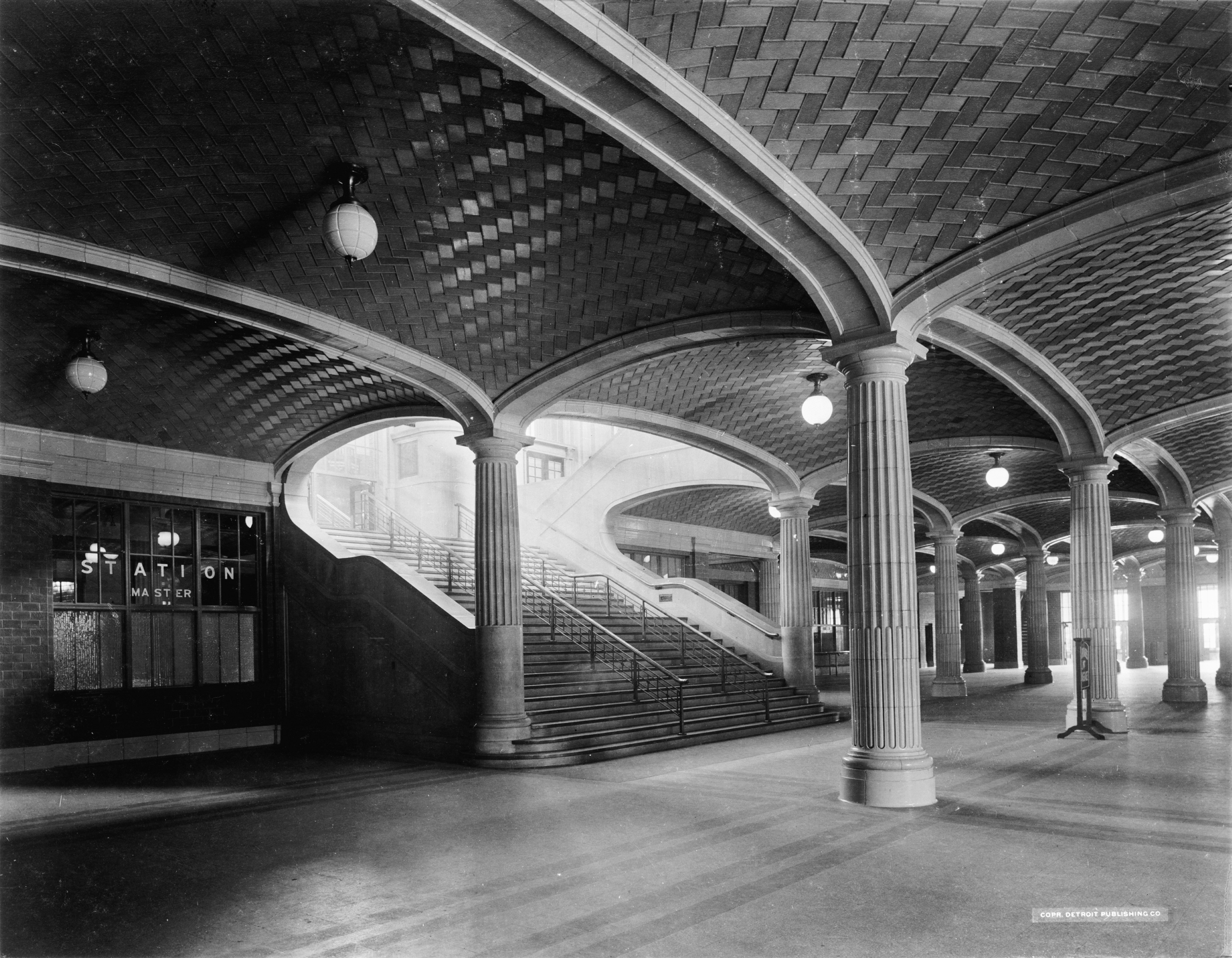
舊西北車站一樓大廳，樓梯通向二樓長途候車區及月台

### 芝加哥和西北鐵路車站
十九世紀後半葉至二十世紀初，芝加哥和西北铁路原使用韋爾斯街車站（Wells Street Station）作為芝加哥市内的終點。隨著芝加哥城市快速發展，原有車站缺乏擴建的潛力不敷使用，西北鐵路公司轉而在芝加哥河的西岸建設大型車站「芝加哥和西北鐵路車站」（Chicago and North Western Terminal）。車站主樓為文藝復興式，由曾經設計拉塞爾街車站的事務事操刀設計。
為了獲得車站及新高架鐵軌的用地，西北鐵路公司拆除了Clinton街東側的許多房子，還用千斤頂和滑輪將Tyler & Hippach玻璃公司的工廠建築移開。
車站的16線軌道均位於架高的第二層，上覆蓋有約894英尺（約272米）長的布希式車棚 (Bush train shed)。車站主樓二樓為長途旅客候車區，擁有一62米長（202英尺），34米寬（102英尺），26米 （84英尺）高筒形穹頂的中央候車聽。此外，還有更衣室，浴室，護士和保姆室以及診所等附屬設施。街面層為通勤鐵路候車室。
在鐵路運輸的鼎盛年代，西北車站曾是芝加哥重要的交通樞紐。其始發終到芝加哥和西北鐵路公司旗下前往密爾瓦基，明尼阿波利斯，聖保羅，麦迪逊和中西部地區的城際列車，包括著名的“400系列”。此外，聯合太平洋鐵路和西北鐵路聯運列車亦停靠西北車站直至1955年10月30日。沿首條橫貫大陸鐵路開往中西部和西海岸的列車，以及以City命名的列車大部份由西北車站始發終到。

### 奧格爾維中心車站

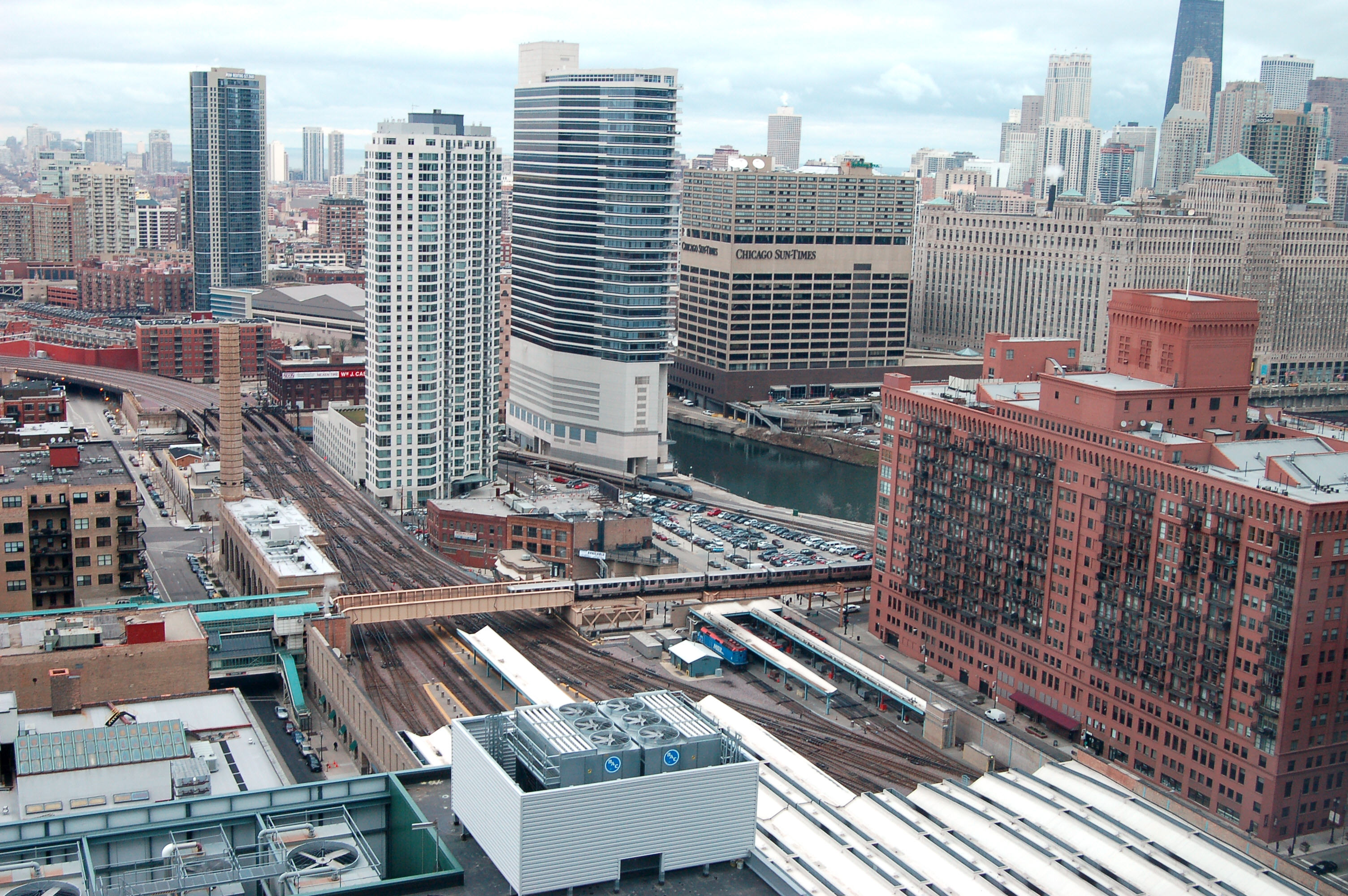
奧格爾維中心車站鳥瞰

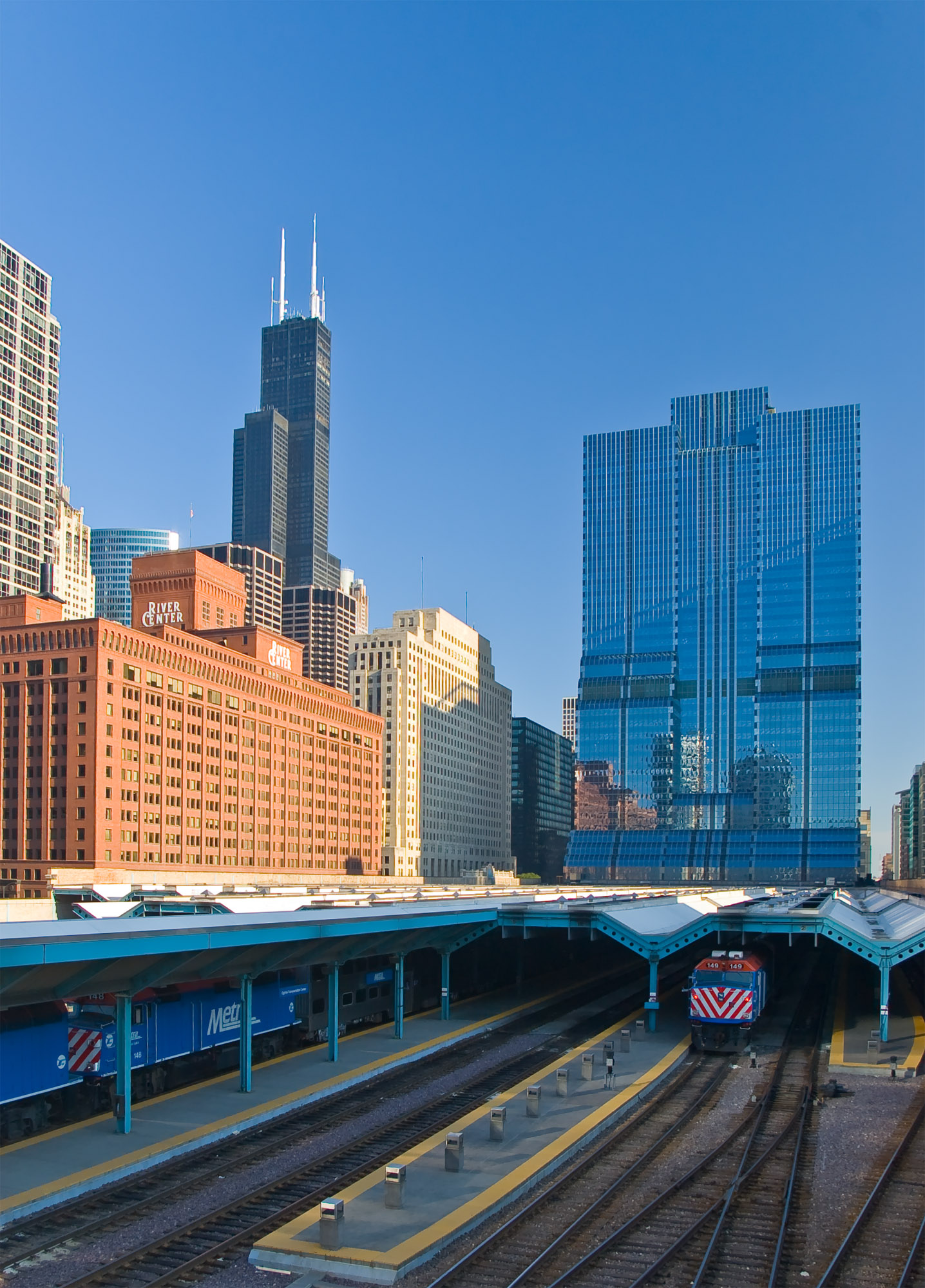
奧格爾維中心站月台區，2007年

二十世紀70年代，美國鐵路客運大衰退造成芝加哥和西北鐵路公司經濟陷入困境，難以維持龐大車站的維護開支。1971年，美鐵成立後，大部份城際列車改停靠聯合車站。1984年，車站主樓被拆毀，土地被出售以改善公司經濟狀況。1987年，在主樓原址建成42層鋼骨玻璃摩天大樓“西北中庭中心”（現名為埃森哲塔）。月台和車棚仍然保持原樣，但僅用於通勤列車。
1991年，從芝加哥和西北鐵路公司收購了月台區及車棚並對其進行檢視。隨後於1992年對月台區和軌道進行全面整修。整修工作由、城市公共交通管理局 (Urban Mass Transportation Administration)和伊利諾州交通厅共同完成，並得到聯邦政府的資助。整修期間，通勤列車仍然照常運行。原含鉛塗料被去除，所有16條軌道被替換。原有車棚被拆除後，並新建鋼質車棚。原有的鋼樑結構，電氣設備，管道也被更新。更新的同時注重和現代化的大廈相融合。大樓內部亦新建候車大廳。約有60家公司參與到新站整修，耗資1億三千八百萬美元。
1995年，芝加哥和西北鐵路公司併入聯合太平洋鐵路，1997年，西北車站更名為奧格爾維中心車站，以紀念理查德·B·奧格爾維。此公曾是密尔沃基铁路董事會成員，鐵路客運的支持者，在伊利諾州長任內力促地区交通局 (Regional Transportation Authority, RTA)的成立。

## 運營線路

西北車站及附近鐵路網

西北車站曾是芝加哥和西北鐵路所有長途城際列車和通勤列車在芝加哥的終點站。1969年11月9日芝加哥大中央車站關閉後，巴爾的摩和俄亥俄鐵路及佩雷馬凱特鐵路亦將其屬下客車改由西北車站始發，並經由西大街 (West Ave.)一帶的聯絡線聯結到原通往大中央車站的“聖查爾斯飛行鐵路”上 (該鐵路線目前仍保留用作貨運及美鐵客運)。1971年4月30日，美鐵成立並接管所有城際客運後，將剩餘列車改在聯合車站始發終到。
目前，僅有通勤列車聯合太平洋鐵路北線，西北線和西線繼續使用奧格爾維中心站，並使用原芝加哥和西北鐵路公司路軌。在系統圖中，車站及服務區域屬於A區。三條線路均為聯合太平洋鐵路公司所有並運營，並掛靠在系統中。日客流量約為37,500人次。

### 已終止線路
芝加哥和西北鐵路列車
- 西北特快
- 雙子城400號
- 火炬400號
- 羅切斯特400號
- 凱特雪莉400號
- 達科他400號

聯合太平洋鐵路/芝加哥和西北鐵路聯運列車
- 路上飛行者
- 舊金山城號
- 洛杉磯城號
- 波特蘭城號
- 丹佛城號
- 金色海岸號

## 交通狀況
奧格爾維中心站位於芝加哥市中心，交通十分方便。芝加哥捷運綠線，紫線，棕線，粉紅線和橘線均抵達附近。芝加哥聯合車站北向月台亦有出口可直抵車站附近。此外，數條公交線路亦經過本站。
CTA巴士
- #14 傑弗裡快速
- #19 聯合中心快速
- #20 曼迪遜 (通宵車)
- #56 密爾沃基
- #60 綠島/26街 (通宵車)
- #120 奧格爾維/瓦克爾快速
- #122 伊利諾伊中心/奧格爾維快速
- #124 海軍碼頭
- #125 水塔快速
- #126 傑克遜
- #128 軍人體育場 (僅活動日開行)
- #129 西盧普/南盧普
- #130 博物館區 (僅夏季開行)
- #157 街鎮/泰勒
- #192 芝加哥大學醫院快速

## 鏈接
- Ogilvie Transportation Center (Metra)
- PRR Chronology （页面存档备份，存于）

41°52′58″N 87°38′25″W / 41.88269°N 87.64029°W